# Lautheit
Lautheit ist eine psychoakustische Größe, die beschreibt, wie eine Anzahl von Testpersonen die empfundene Lautstärke von Schall überwiegend beurteilt. Sie dient zur proportionalen Abbildung des menschlichen Lautstärkeempfindens: Wenn der Schall als doppelt so laut empfunden wird, verdoppelt sich die Lautheit.
Die Lautheit ist durch Normen festgelegt (Messverfahren in DIN 45631 und ISO 532 B) und wurde 1936 von Stanley Smith Stevens erstmals definiert.

## Definition und Maßeinheit

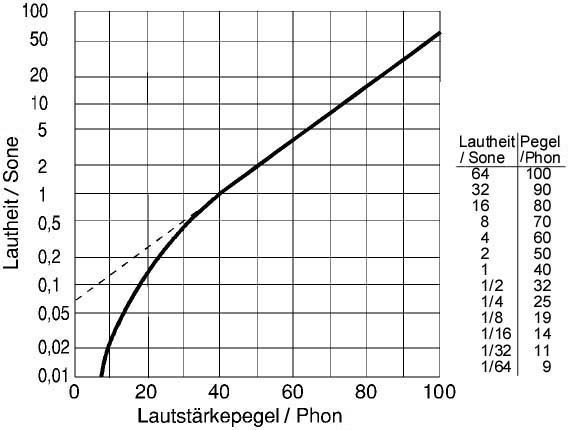
Zusammenhang zwischen Sone und Phon

Die Maßeinheit der Lautheit ist das Sone mit dem Einheitenzeichen sone. Das Sone ist definiert als die empfundene Lautstärke eines Schallereignisses. 1 Sone entspricht einem Lautstärkepegel von 40 phon, d. h. einem breitbandigen Schall, der genauso laut wahrgenommen wird wie ein Sinuston der Frequenz 1 kHz mit einem Schalldruckpegel von 40 dB SPL (englisch Sound Pressure Level).
Bei einem Sinuston der Frequenz 1 kHz führt eine Erhöhung der Lautstärke um 10 phon zu einer Verdopplung der Lautheit. Dieser Zusammenhang entspricht dem Stevensschen Potenzgesetz, gilt jedoch nur für mittlere und hohe Lautstärken ab 40 phon. Bei niedrigeren Lautstärken führt schon eine geringere Lautstärkeerhöhung als 10 dB zum Gefühl der Verdopplung der Lautheit (vgl. Abbildung).
Die Lautheit hängt ab vom Schalldruckpegel, dem Frequenzspektrum und dem Zeitverhalten des Schalls.
Es gibt unterschiedliche Verfahren zu Lautheitsberechnungen.

## Ursache
Hervorgerufen wird das Lautheitsempfinden von der Art und Weise der Schallverarbeitung im Innenohr. Dort werden die Schallschwingungen in Nervenimpulse umgewandelt. Je nach Stärke der Erregung der Nervenzellen wird ein Geräusch lauter oder leiser beurteilt.
Die Lautheit eines Geräusches beeinflusst auch die Wahrnehmung seiner zeitlichen und spektralen Struktur.
Es gibt Modelle, die – aufbauend auf der Innenohrmechanik – die Lautstärkewahrnehmung des Menschen beschreiben können (Modellierung von Maskierungseffekten). Seit einiger Zeit sind technische Geräte vorhanden, die die Lautstärkewahrnehmung des Menschen simulieren und dadurch messen können. Ergebnis ist hier die Lautheit in sone.

## Lautheit im Vergleich zum bewerteten Schalldruckpegel

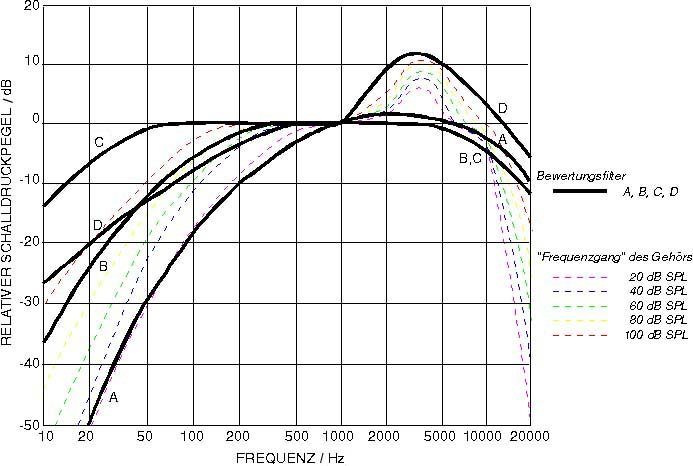
Bewertungsfilter A, B, C, D und Empfindlichkeit des Gehörs

In der Geräuschmessung und -bewertung werden statt der Lautheit überwiegend bewertete Schalldruckpegel benutzt: überwiegend allein die A-Bewertung, manchmal die C-Bewertung, nur noch selten die B- und D-Bewertung. Die bewerteten Schalldruckpegel sollen die unterschiedliche Empfindlichkeit des Gehörs für verschiedene Frequenzen nachbilden, jedoch bleiben die Verdeckung und andere psychoakustische Parameter unberücksichtigt.
Der Verlauf der A-Bewertung entspricht etwa dem Frequenzgang des Gehörs bei niedrigen Schalldruckpegeln um etwa 30 dB und senkt im Vergleich zu anderen Bewertungsfiltern hoch- und niederfrequente Geräuschanteile stark ab. Die A-Bewertung (wie Lautstärke und Lautheit) basiert auf reinen Sinustönen und kann nicht direkt auf komplexere Geräusche übertragen werden.
Da eine solche einfache Pegelmessung die Lautheit oder gar die Lärmwirkung mit ihrer Lästigkeit nicht adäquat ausdrücken kann, werden bei der Bewertung von Schallemissionen vielfach Zuschläge vergeben, die die Fehler der bewerteten Pegelmessung ausgleichen sollen, z. B. Zuschläge für Tonhaltigkeit oder für Impulshaltigkeit. Aus dem Messwert und den Zuschlägen wird dann ein Beurteilungspegel gebildet.
Im Bezug zu digitalen Audioübertragungen wie Rundfunkaussendungen, Audio-Streaming-Diensten und ähnlichen wird zur Bewertung der Lautheit eine K-Bewertung vorgenommen und diese
relativ zu dem digitalen Vollpegel von 0 dBFS gesetzt und als relative Lautheit-Einheit LKFS oder LUFS ausgedrückt. Normiert ist diese Art der Lautheitsmessung in LUFS in der EBU-Empfehlung R 128 und dazu gleichwertig als LKFS in der ITU-R BS.1770-4.